# Joe Kovacs
Joseph Mathias Kovacs (Nazareth, 28 de junho de 1989) é um atleta do arremesso de peso norte-americano, bicampeão mundial e medalhista olímpico. É bicampeão mundial da prova e tem quatro medalhas conquistadas em  Campeonatos Mundiais de Atletismo.
Antes de frequentar a Penn State, ele se destacou no ensino médio e ganhou títulos da PIAA no lançamento de disco e no arremesso de peso durante sua temporada sênior. Na Rio 2016 e em Tóquio 2020 ele conquistou duas medalhas de prata olímpicas.
Kovacs foi duas vezes campeão mundial da modalidade em Pequim 2015 e Doha 2019, e conquistou mais duas medalhas de prata em Londres 2017 e Eugene 2022.
Sua melhor marca pessoal é de 23,23 metros, conseguida na final da Diamond League disputada em Zurique, Suíça, em julho de 2022, então a terceira melhor marca do mundo.

### Jogos Olímpicos
Kovacs tem três medalhas de prata olímpicas, conquistadas sucessivamente na Rio 2016, Tóquio 2020 e Paris 2024, sempre atrás de seu compatriota e tricampeão olímpico Ryan Crouser.